# 张超 (十六国)
张超（？—399年），五胡十六国原后燕辅国将军张骧的儿子。
398年，张超收合三千余家占据南皮，自己号称为乌桓王，劫掠附近各郡。魏王拓跋珪命庾岳去讨伐张超。399年2月24日，北魏征虏将军庾岳在勃海击败张超率领的部队，斩杀张超。